# Robert Wartenberg
Robert Wartenberg (ur. 19 czerwca 1886 w Grodnie, zm. 16 listopada 1956 w San Francisco) – niemiecko-amerykański lekarz neurolog.

## Życiorys
W 1919 roku ukończył studia na Uniwersytecie w Rostocku. Pracował razem z Maxem Nonnem w Hamburgu i Otfridem Foersterem we Wrocławiu. W 1933 roku został Privatdozentem i kierownikiem kliniki neurologicznej we Fryburgu Bryzgowijskim. W 1935 roku opuścił Niemcy i emigrował do Stanów Zjednoczonych. W 1952 roku został profesorem neurologii na University of California.
Wprowadził do neurologii przyrząd do badania czucia skórnego, tzw. kółko Wartenberga. Opisał odruch Wartenberga i zespół neurologiczny, znany jako cheiralgia paresthetica albo zespół Wartenberga.